# Mundelsheim
Mundelsheim ist eine Gemeinde im Landkreis Ludwigsburg, etwa 30 km nördlich von Stuttgart und 20 km südlich von Heilbronn, am Neckar gelegen. Sie gehört zur Region Stuttgart (bis 1992 Region Mittlerer Neckar) und zur europäischen Metropolregion Stuttgart.

## Geographie

### Geographische Lage

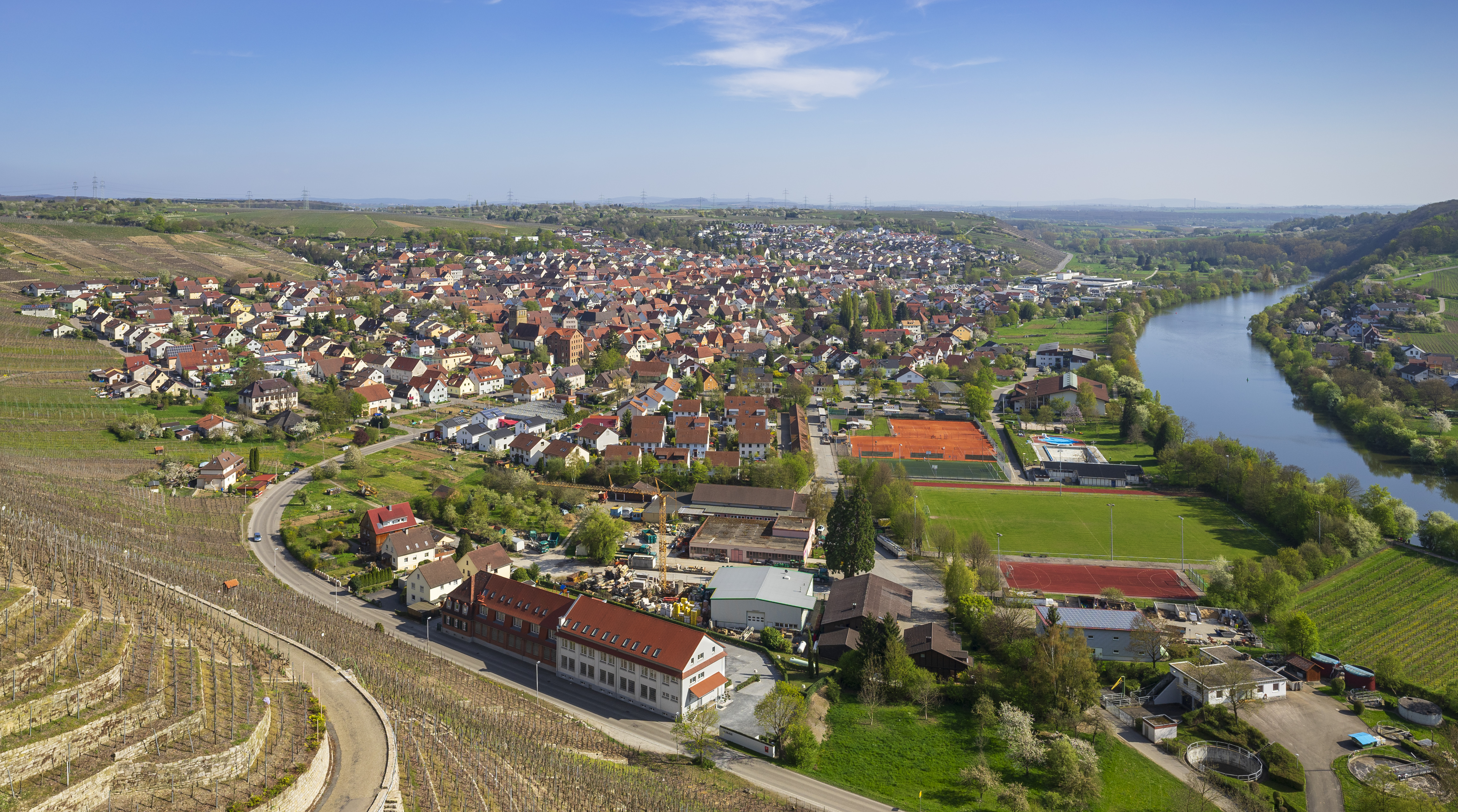
Mundelsheim im Neckartal. Ansicht von Nordwesten

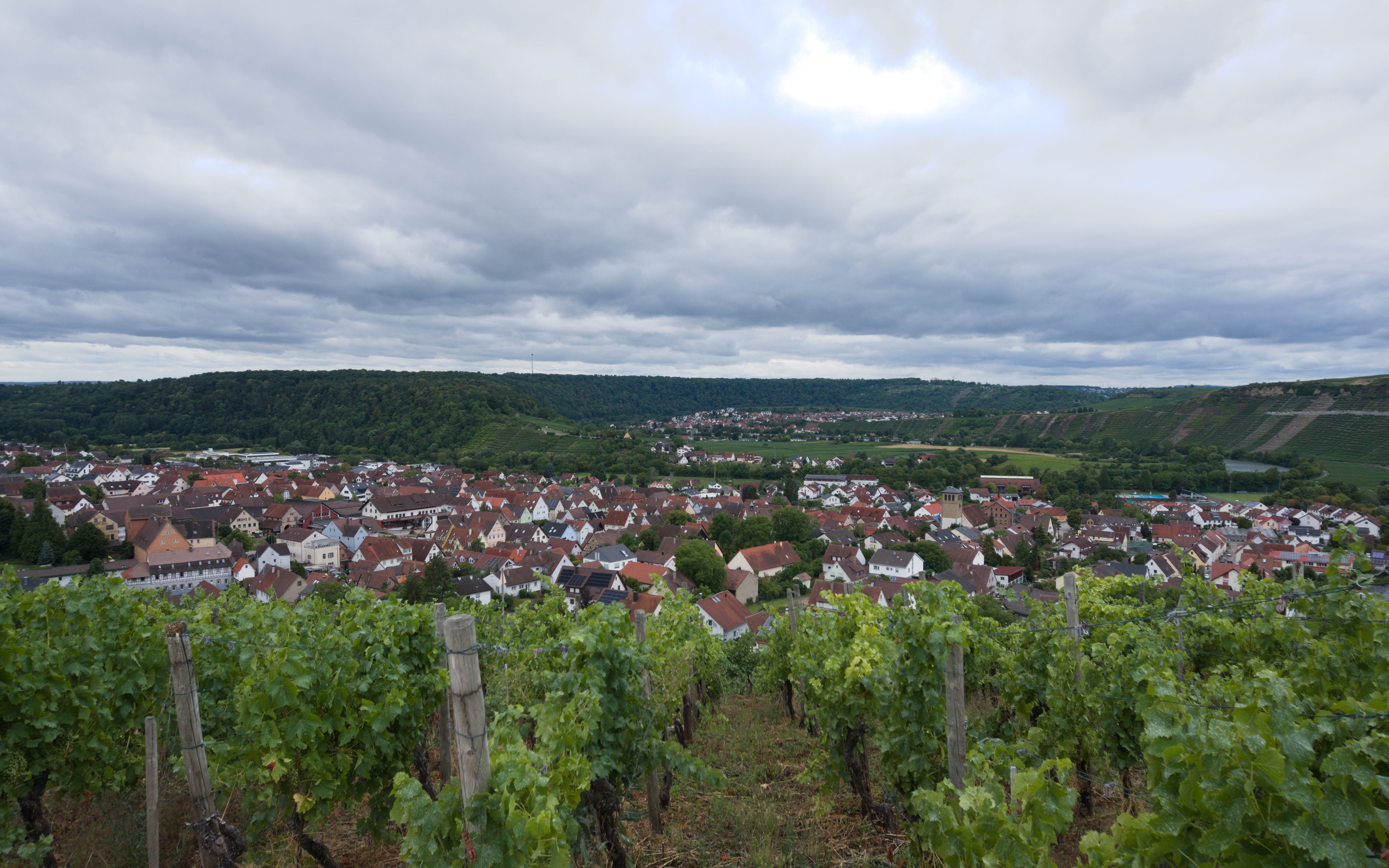
Ortsansicht von Osten. Im Hintergrund Hessigheim

Mundelsheim liegt an einer Schleife des Neckars zwischen Hessigheim und Pleidelsheim auf einer Höhe zwischen 182 und 334 Metern.

### Gemeindegliederung
Zu Mundelsheim gehören das Dorf Mundelsheim sowie der auf der anderen Seite des Neckars gelegene Weiler Schreyerhof mit 66 Einwohnern, das Haus Ziegelhütte und die abgegangenen Ortschaften Tiefenbach und Seelhofen.

### Nachbargemeinden
Nachbarorte Mundelsheims sind (im Uhrzeigersinn, beginnend im Westen): Hessigheim, Ottmarsheim (Stadtteil von Besigheim), Neckarwestheim, Großbottwar, Höpfigheim (Stadtteil von Steinheim an der Murr), Pleidelsheim und Kleiningersheim (Ortsteil von Ingersheim). Bis auf Neckarwestheim (Landkreis Heilbronn) gehören alle zum Landkreis Ludwigsburg. Zusammen mit Besigheim, Freudental, Gemmrigheim, Hessigheim, Löchgau und Walheim bildet Mundelsheim den Gemeindeverwaltungsverband Besigheim. Die Gemeinde gehört zum Gerichtsbezirk des Amtsgerichts Besigheim.

### Flächenaufteilung
Nach Daten des Statistischen Landesamtes, Stand 2014.

## Geschichte

### Ortsgeschichte
Um die Zeit der Geburt Christi herum besiedelten die Kelten das Neckartal. Mit dem Einfall der Römer wurde das Gebiet dem römischen Reich eingegliedert. Von der Herrschaft der Römer zeugen die Überreste eines Mithras-Heiligtums am Rande des Industriegebiets Ottmarsheimer Höhe. Dieser Tempel gehörte zu einer umfangreichen römischen Siedlung, die seit den 1990er Jahren bei Sicherungsgrabungen des Landesdenkmalamtes untersucht wurde. Ein römischer Gutshof wurde bereits 1935 beim Bau der Reichsautobahn (heutige Bundesautobahn A 81) entdeckt.
Um 500 nach Christus begann die Herrschaft der Alamannen. Es war ein alamannischer Adliger namens Mundolf, der dem Ort seinen heutigen Namen gab: „Mundolfsheim“, was im Sprachgebrauch im Laufe der Jahrhunderte zu „Mundelsheim“ verändert wurde. Im Jahr 1245 wurde der Ort „Mondelsheim“ zum ersten Mal urkundlich erwähnt. Nach dem Zerfall des Herzogtums Schwaben kam der Ort in den Besitz der Markgrafen von Baden. Diese gaben ihn im 13. Jahrhundert den Herren von Urbach zu Lehen. Im Jahre 1422 verlieh Kaiser Sigismund Mundelsheim die Stadtrechte. Die Herren von Urbach beteiligten sich an vielen Raubüberfällen auf reisende Kaufleute. Deshalb rückten die Reichsstädte Heilbronn und Schwäbisch Hall im Jahre 1440 mit einem Heer von 600 Mann zu Pferd gegen Mundelsheim vor und zerstörten den Ort.
1595 wurde Mundelsheim an Württemberg verkauft. Bis 1806 war der Ort Sitz eines Amtes, das zunächst im Oberamt Beilstein aufging. Bei der weiteren Umsetzung der Verwaltungsgliederung im 1806 gegründeten Königreich Württemberg wurde Mundelsheim 1807 dem Oberamt Marbach zugeordnet. Als dieses 1938 im Zuge der Kreisreform während der NS-Zeit in Württemberg aufgelöst wurde, fiel der Ort an den Landkreis Ludwigsburg, dem er seither angehört. Somit wurde Mundelsheim 1945 der amerikanischen Besatzungszone zugeschlagen und gehörte zum neu gegründeten Land Württemberg-Baden, das 1952 im Bundesland Baden-Württemberg aufging.

### Religionen
Während sich in den württembergischen Nachbargemeinden schon seit 1534 die Reformation durchgesetzt hatte, zogen die damals badischen Ämter wie Mundelsheim und Besigheim erst viel später nach. Markgraf Karl II. von Baden-Durlach setzte nach dem Augsburger Religionsfrieden von 1555 in seinem Herrschaftsbereich ein einheitliches Bekenntnis durch und führte 1556 den evangelischen Glauben ein. Die evangelische Kirchengemeinde Mundelsheim gehört heute zum Kirchenbezirk Marbach.
Außerdem gibt es in Mundelsheim die katholische Kirchengemeinde St. Wolfgang sowie eine Gemeinde der neuapostolischen Kirche.

### Einwohnerentwicklung
Einwohnerzahlen nach dem jeweiligen Gebietsstand. Die Zahlen sind Volkszählungsergebnisse (¹) oder amtliche Fortschreibungen des Statistischen Landesamtes Baden-Württemberg (nur Hauptwohnsitze).
| Jahr                | Einwohner |
| ------------------- | --------- |
| 1. Dezember 1871¹   | 1.619     |
| 1. Dezember 1880¹   | 1.695     |
| 1. Dezember 1890¹   | 1.665     |
| 1. Dezember 1900¹   | 1.629     |
| 1. Dezember 1910¹   | 1.478     |
| 16. Juni 1925¹      | 1.423     |
| 16. Juni 1933¹      | 1.464     |
| 17. Mai 1939¹       | 1.520     |
| 13. September 1950¹ | 1.914     |
| 6. Juni 1961¹       | 2.135     |

| Jahr              | Einwohner |
| ----------------- | --------- |
| 27. Mai 1970¹     | 2.459     |
| 31. Dezember 1980 | 2.856     |
| 25. Mai 1987¹     | 2.827     |
| 31. Dezember 1990 | 2.889     |
| 31. Dezember 1995 | 3.085     |
| 31. Dezember 2000 | 3.168     |
| 31. Dezember 2005 | 3.174     |
| 31. Dezember 2010 | 3.154     |
| 31. Dezember 2015 | 3.276     |
| 31. Dezember 2020 | 3.368     |

## Politik

### Gemeinderat
Der Gemeinderat in Mundelsheim besteht aus den zwölf gewählten ehrenamtlichen Gemeinderäten und dem Bürgermeister als Vorsitzendem. Der Bürgermeister ist im Gemeinderat stimmberechtigt.
Die Kommunalwahl am 9. Juni 2024 führte zu folgendem Ergebnis:
| Parteien und Wählergemeinschaften | Parteien und Wählergemeinschaften         | % 2024  | Sitze 2024 | % 2019  | Sitze 2019 | Kommunalwahl 2024 %403020100 34,92 %29,09 %22,98 %13,01 % FBWBWVFWFfMGewinne und Verlusteim Vergleich zu 2019 %p 14 12 10 8 6 4 2 0 −2 −4 −6−4,38 %p−2,66 %p−5,98 %p+13,01 %pFBWBWVFWFfM |
| FBW                               | Freie Bürgerliche Wählervereinigung       | 34,92   | 4          | 39,30   | 5          | Kommunalwahl 2024 %403020100 34,92 %29,09 %22,98 %13,01 % FBWBWVFWFfMGewinne und Verlusteim Vergleich zu 2019 %p 14 12 10 8 6 4 2 0 −2 −4 −6−4,38 %p−2,66 %p−5,98 %p+13,01 %pFBWBWVFWFfM |
| BWV                               | Bürgerliche Wählervereinigung Mundelsheim | 29,09   | 3          | 31,75   | 4          | Kommunalwahl 2024 %403020100 34,92 %29,09 %22,98 %13,01 % FBWBWVFWFfMGewinne und Verlusteim Vergleich zu 2019 %p 14 12 10 8 6 4 2 0 −2 −4 −6−4,38 %p−2,66 %p−5,98 %p+13,01 %pFBWBWVFWFfM |
| FWV                               | Freie Wählervereinigung Mundelsheim       | 22,98   | 3          | 28,96   | 3          | Kommunalwahl 2024 %403020100 34,92 %29,09 %22,98 %13,01 % FBWBWVFWFfMGewinne und Verlusteim Vergleich zu 2019 %p 14 12 10 8 6 4 2 0 −2 −4 −6−4,38 %p−2,66 %p−5,98 %p+13,01 %pFBWBWVFWFfM |
| FfM                               | Familien für Mundelsheim                  | 13,01   | 2          | –       | –          | Kommunalwahl 2024 %403020100 34,92 %29,09 %22,98 %13,01 % FBWBWVFWFfMGewinne und Verlusteim Vergleich zu 2019 %p 14 12 10 8 6 4 2 0 −2 −4 −6−4,38 %p−2,66 %p−5,98 %p+13,01 %pFBWBWVFWFfM |
| gesamt                            | gesamt                                    | 100,0   | 12         | 100,0   | 12         | Kommunalwahl 2024 %403020100 34,92 %29,09 %22,98 %13,01 % FBWBWVFWFfMGewinne und Verlusteim Vergleich zu 2019 %p 14 12 10 8 6 4 2 0 −2 −4 −6−4,38 %p−2,66 %p−5,98 %p+13,01 %pFBWBWVFWFfM |
| Wahlbeteiligung                   | Wahlbeteiligung                           | 70,92 % | 70,92 %    | 68,13 % | 68,13 %    | Kommunalwahl 2024 %403020100 34,92 %29,09 %22,98 %13,01 % FBWBWVFWFfMGewinne und Verlusteim Vergleich zu 2019 %p 14 12 10 8 6 4 2 0 −2 −4 −6−4,38 %p−2,66 %p−5,98 %p+13,01 %pFBWBWVFWFfM |

### Bürgermeister
Der Bürgermeister ist gemäß der baden-württembergischen Gemeindeordnung Vorsitzender des Gemeinderats und Leiter der Gemeindeverwaltung. Er ist hauptamtlicher Beamter auf Zeit und wird von den wahlberechtigten Mundelsheimer Bürgern direkt für eine Amtszeit von acht Jahren gewählt. 1930 änderte die württembergische Gemeindeordnung die Amtsbezeichnung Schultheiß in Bürgermeister.
Derzeitiger Amtsinhaber ist Boris Seitz. Am 14. Oktober 2018 erhielt er bei der Bürgermeisterwahl 60,32 Prozent der Stimmen und setzte sich im ersten Wahlgang gegen vier Mitbewerber durch. Die offizielle Amtseinsetzung fand am 3. Dezember 2018 statt.
Die seit 1889 amtierenden Schultheißen bzw. Bürgermeister waren:
- 1889–1928: Heinrich Maulick
- 1928–1938: Hermann Häberle
- 1938–1945: Georg Hager
- 1945–1948: Wendelin Rahner (von der alliierten Militärregierung zum Bürgermeister ernannt)
- 1948–1966: Georg Hager
- 1966–2002: Hans Wetzel
- 2002–2018: Holger Haist
- seit 2018: Boris Seitz

### Wappen und Flagge
Das Gemeindewappen zeigt in Rot unter einer liegenden schwarzen Hirschstange eine aufgehobene silberne Rechthand.
Das Wappen wurde nach dem Übergang an Württemberg eingeführt und zeigt wohl eine zum Untertaneneid erhobene Schwurhand; die Hirschstange steht für die Zugehörigkeit zu Württemberg.
Die Gemeindeflagge ist weiß-rot und wurde am 4. August 1980 verliehen.

### Partnerschaften
Mundelsheim unterhält seit 1974 freundschaftliche Beziehungen zu La Motte-Servolex in Savoyen, Frankreich.

## Kultur und Sehenswürdigkeiten
Mundelsheim liegt an der Württemberger Weinstraße, die an vielen Sehenswürdigkeiten vorbeiführt.

### Bauwerke

#### Nikolauskirche
Bis 1602 war die Nikolauskirche eine Kapelle und wurde erst zu diesem Zeitpunkt als Kirche ausgebaut. 1836 wurde der Turm abgetragen und mit Sandsteinen im klassizistischen Stil aufgebaut. Ein Schmuckstück im Inneren ist die Weimer-Orgel von 1784.

#### Kilianskirche
Bereits 1247 wurde St. Kilian in einer Papstbulle erwähnt und gehörte zum Chorfrauenstift Oberstenfeld. 1440 durch ein Heer der freien Reichsstädte Heilbronn und Hall stark beschädigt und in heutiger größerer Form wieder aufgebaut, beherbergt sie sehenswerte spätgotische Fresken aus den Jahren 1460 bis 1470.

#### Großbottwarer Tor mit dem „Torhäusle“
Als Zeichen des 1422 erteilten Stadtrechtes war Mundelsheim durch Tore, Mauern und Gräben befestigt. Das einzige erhaltene Tor ist das Großbottwarer Tor. Es war Teil der Ortsbefestigung und gleichzeitig Dienstwohnung des „Torschreibers“.

#### Hölderlin-Apotheke
Das Haus wurde 1747 von Pfarrer Magister Johann Leonhard Hölderlin errichtet. Der zweigeschossige Putzbau besitzt ein Mansardenwalmdach im Stil des Barock. Seit 1832 wird hier eine Apotheke betrieben, die dem Gebäude den Namen gab.

#### Gemeindebackhaus
Das ältere der beiden noch vorhandenen Gemeindebackhäuser wurde aufgrund einer herzoglichen Anordnung zur Brandverhütung im Jahr 1838 errichtet. Es wird heute noch regelmäßig als Backhaus genutzt.

#### Königshäusle
Die Hofdomänenkammer ließ 1819 im Käsberg-Weinberg ein Weinberghäuschen erbauen, das später den Namen „Königshäusle“ erhielt. Von hier aus führt eine schmale Treppe zum beliebten Aussichtspunkt "Käsbergkanzel", die einen weiten Ausblick über Mundelsheim, die Neckarschlaufe und seine umliegenden Gemeinden bietet.

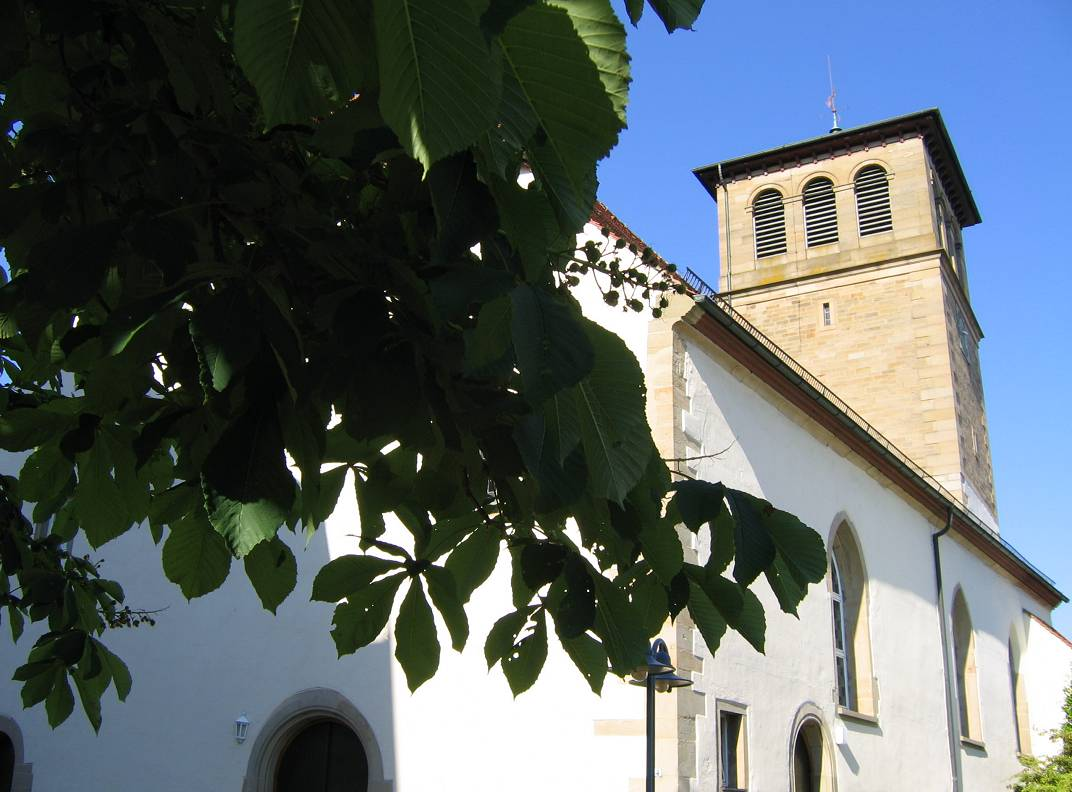
Nikolauskirche
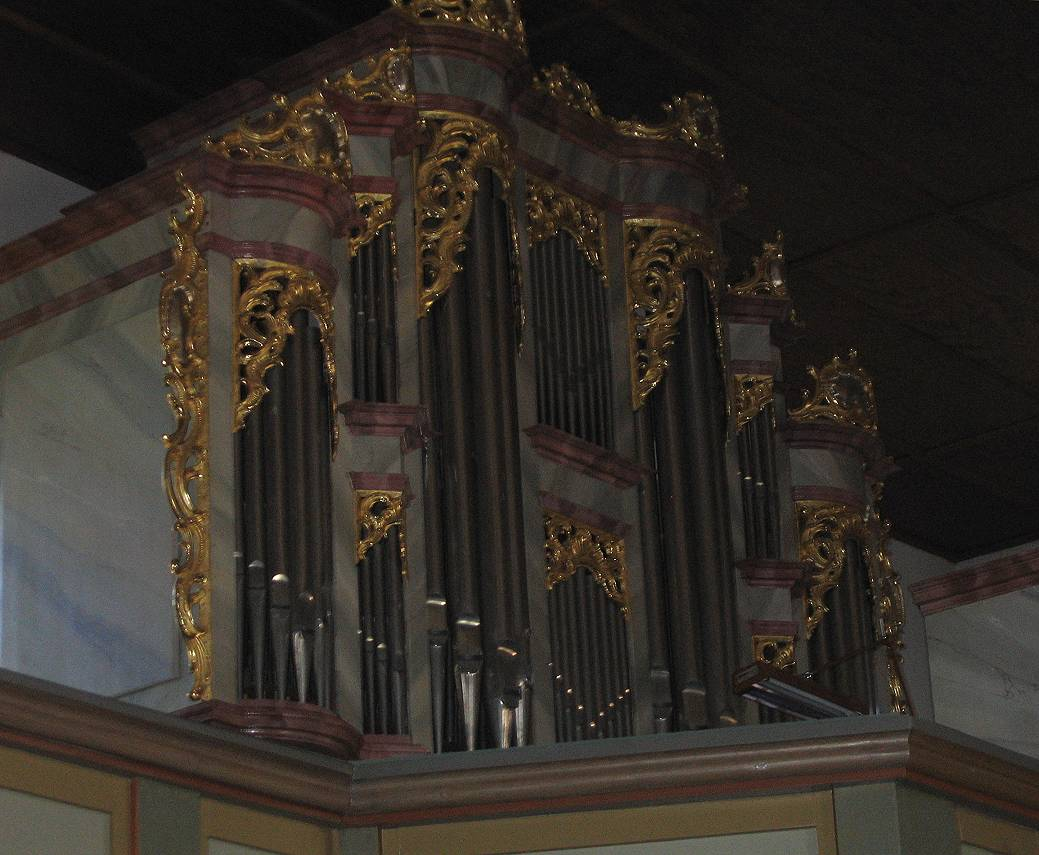
Weimer-Orgel von 1784
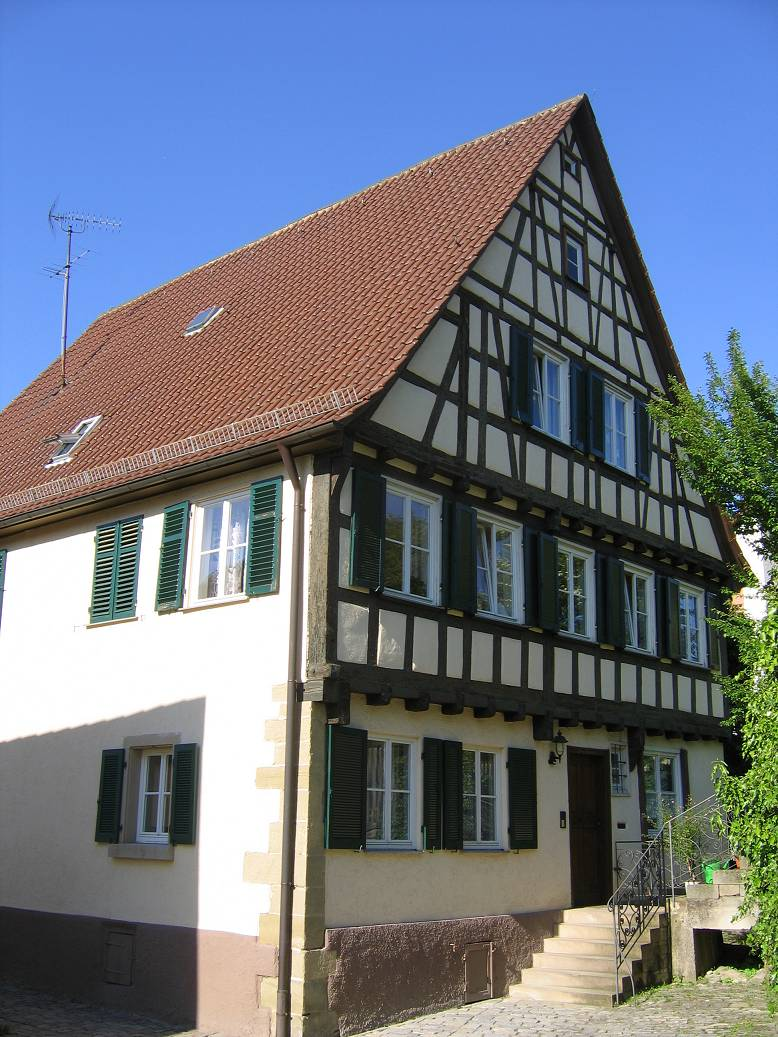
Pfarrhaus
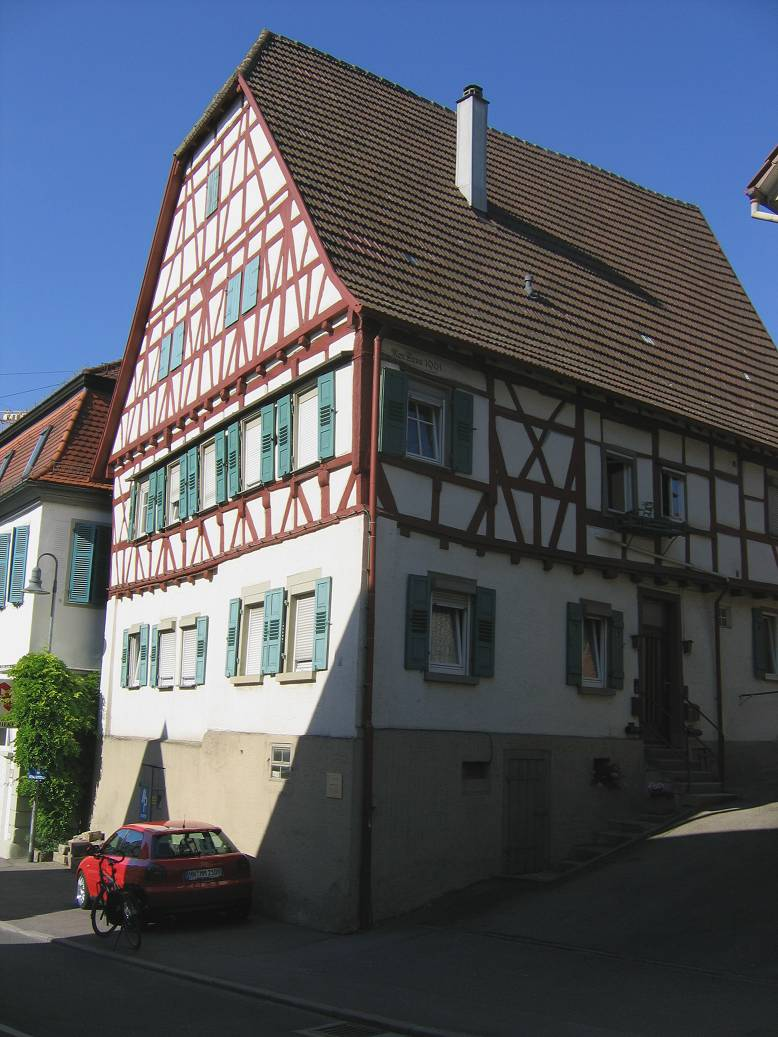
Bürgerliches Wohnhaus von 1670
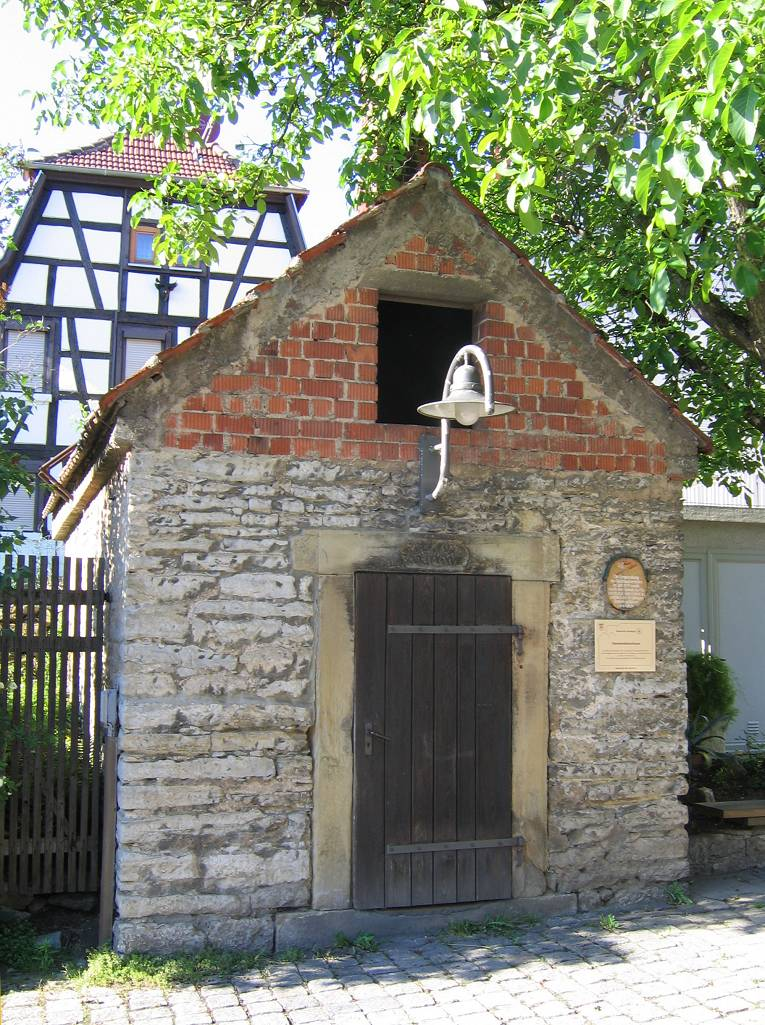
Gemeindebackhaus
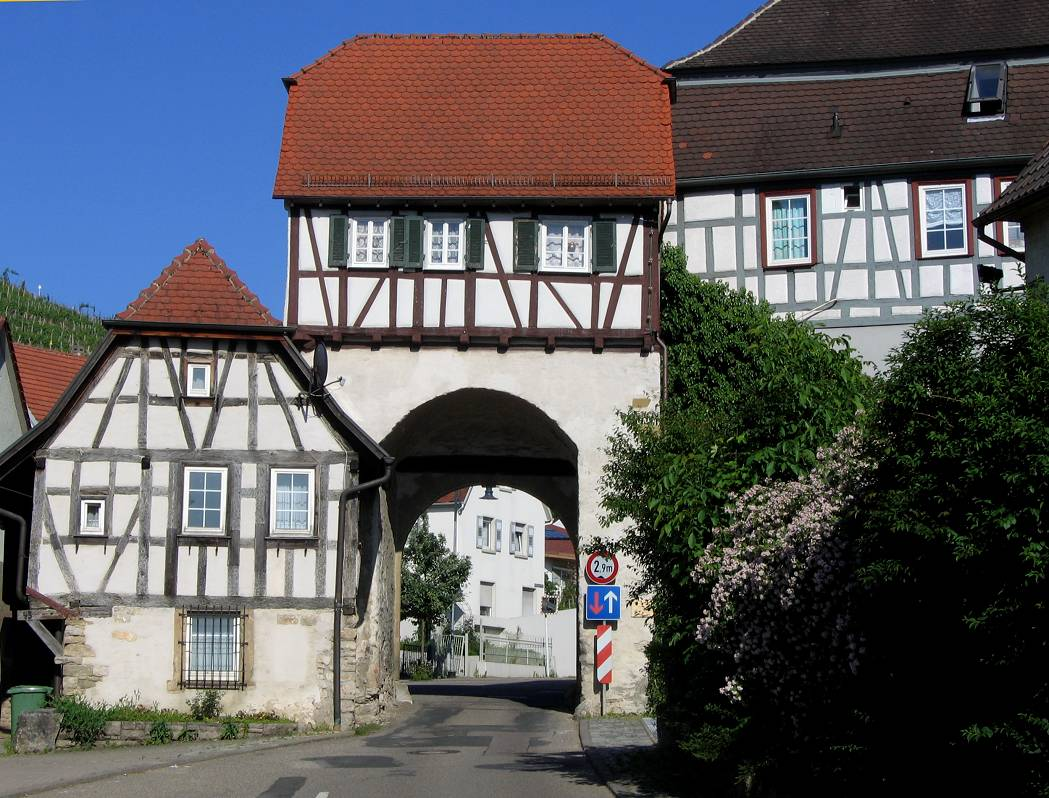
Großbottwarer Tor mit dem „Torhäusle“
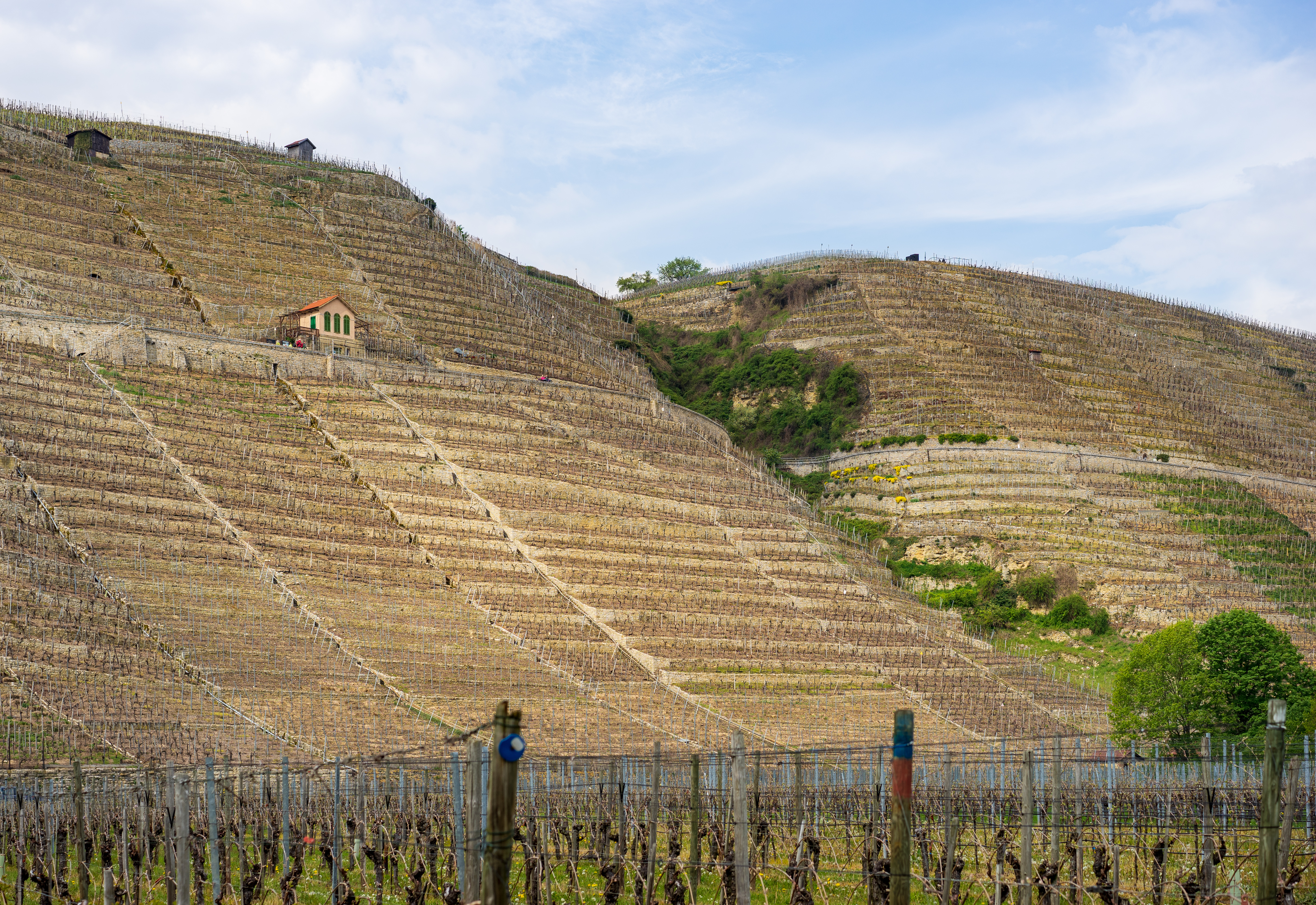
Blick auf den Käsberg mit "Königshäusle"

### Historischer Ortsrundgang
Der historische Ortsrundgang mit 24 Objekten im Ortskern und weiteren Sehenswürdigkeiten im Außenbereich vermittelt einen Einblick in die Geschichte des Ortes. Der Rundgang beginnt auf dem Marktplatz vor dem Bürgerhaus. Dort befindet sich eine Übersichtstafel, auf der alle Objekte verzeichnet sind. An den Gebäuden und Denkmalen befinden sich Hinweistafeln mit kurzen Erläuterungen.

### Römischer Vicus und Gutshof im Steinmäurich
Umfangreiche archäologische Grabungen bewiesen, dass auf der Ottmarsheimer Höhe im 2. und 3. Jahrhundert nach Christus eine große römische Siedlung, ein sogenannter Vicus, stand. Von hier aus wurden vermutlich auch die Kastelle in Walheim und Benningen mit Nahrungsmitteln, Werkzeugen und sonstigen Handelsgütern versorgt. Zu besichtigen ist ein freigelegter Keller eines Gutshofs mit Lichtöffnungen. Er ist mit einem Schutzdach versehen. Text- und Bildtafeln bieten dem Besucher aufschlussreiche Erläuterungen zu den Funden.

### Mithras-Tempel
Etwa 50 Meter westlich des Römerkellers befinden sich die Reste eines Mithras-Tempels, die 1989 entdeckt wurden. Diese Kultstätten wurden unterirdisch angelegt. Diesem Umstand verdankt das Heiligtum seinen guten Erhaltungszustand. Am Mithras-Tempel befinden sich Schautafeln zu den Inhalten des Kultes und zur Ausgrabung der Anlage. In der Anlage selbst sind zwei Altäre der Mondgöttin Luna und des Sonnengottes Sol als Kopien ausgestellt. Die Grundmauern der Anlage wurden im Gelände konserviert und sind frei zugänglich.

### Museum in der Stiftsscheuer
Der Geschichtsverein Mundelsheim hat in der ehemaligen Zehntscheuer des Stiftes Oberstenfeld eine Weinbauausstellung eingerichtet. Auf Schautafeln und in Vitrinen werden den Besuchern die geschichtlichen Hintergründe erläutert. Als weitere Stationen sind eine Küfer- und eine Wagnerwerkstatt eingerichtet.

### Regelmäßige Veranstaltungen
- Wein und Sound: Live-Musik in der Kelter, in der Regel im März
- Käsbergfest: auf dem Käsbergweg in der Weinlage Käsberg, immer am ersten Samstag im Mai (wenn dieser auf den 1. Mai fällt, dann am darauffolgenden Samstag), seit 2012 an zwei Tagen (Freitag und Samstag)
- Fest auf dem Böckler: auf der Freizeitanlage Böckler in den Weinbergen, immer an Christi Himmelfahrt
- Pfingstmarkt mit Handwerkerstraße: in der Ortsmitte auf dem Marktplatz und in der Hindenburgstraße, immer am Pfingstmontag
- Weindorf: auf dem Marktplatz, immer am letzten Augustwochenende (im jährlichen Wechsel mit der Sichelhenket)
- Sichelhenket: auf dem Marktplatz, immer am letzten Augustwochenende (im jährlichen Wechsel mit dem Weindorf)
- Neuer Wein und Zwiebelkuchen: vor dem Bürgerhaus auf dem Marktplatz, immer am zweiten Sonntag im Oktober
- Martinimarkt: in der Ortsmitte auf dem Marktplatz und in der Hindenburgstraße, immer am Samstag nach dem Buß- und Bettag
- Weinprobiertage des Käsbergkellers: in der Käsberghalle, am Wochenende nach dem Buß- und Bettag

## Wirtschaft und Infrastruktur

### Weinbau
Die Wirtschaft Mundelsheims ist, wie die der ganzen Region, durch den Wein- und Obstbau geprägt. Eine sehr bekannte Weinlage ist der Mundelsheimer Käsberg. Wie auch die anderen Lagen Mühlbächer und Rozenberg gehört er zur Großlage Schalkstein im Bereich Württembergisch Unterland des Weinbaugebietes Württemberg.

### Verkehr
Mundelsheim ist über Busverbindungen nach Besigheim und Freiberg an den Schienenverkehr angeschlossen. Besigheim verfügt über einen Bahnhof an der Frankenbahn (Stuttgart–Würzburg). Freiberg wird von der S-Bahn-Linie S4 (Backnang–Marbach–Stuttgart) bedient.
Mundelsheim liegt in unmittelbarer Nähe der Bundesautobahn A 81 Heilbronn–Stuttgart mit eigener Autobahnanschlussstelle.
Durch Mundelsheim verläuft der Neckartal-Radweg, der als Fernradweg von Villingen-Schwenningen nach Mannheim führt.
Auch mit dem Schiff ist Mundelsheim zu erreichen. Die Neckar-Personenschifffahrt unterhält direkt am Neckartal-Radweg eine Anlegestelle.

### Medien
Mundelsheim Aktuell, das Mitteilungsblatt und öffentliche Bekanntmachungsorgan der Gemeinde, erscheint einmal wöchentlich freitags. Über aktuelle Ereignisse in Mundelsheim berichten regelmäßig die Bietigheimer Zeitung, die Ludwigsburger Kreiszeitung, der Neckar- und Enzbote, die Marbacher Zeitung und die Stuttgarter Zeitung.

### Öffentliche und soziale Einrichtungen

#### Kindergärten
In Mundelsheim gibt es vier Kindergärten: die Gemeindekindergärten Seelhofen, Dammweg und Wirbelwind sowie das Evangelische Kinderhaus.

#### Ortsbücherei
Die Ortsbücherei befindet sich in der Alten Schule. Für die Leser stehen Kinder- und Jugendbücher, Erwachsenenliteratur, informative Sachbücher, Reiseführer sowie Bücher zu den Themen Erziehung, Gesundheit, Haustiere, Garten, Basteln, Kochen und Backen zur Verfügung. Außerdem können Hörbücher, CDs und Spiele ausgeliehen werden.

#### Freibad
Das in den Sommermonaten von Anfang Mai bis Mitte September geöffnete Freibad ist idyllisch am Neckar gelegen. Vorzüge des kleinen Bades sind das kristallklare und mineralhaltige Wasser mit angenehmen Temperaturen, erholsame Ruhe und ein interessant gestalteter Kinderspielbereich. Es besteht die Möglichkeit, Beach-Volleyball, Tischfußball und Tischtennis zu spielen. Im Eingangsbereich befindet sich ein Kiosk. Parkplätze befinden sich in unmittelbarer Nähe.

#### Gemeindepflegehaus
Mit dem Gemeindepflegehaus des Alexander-Stifts verfügt die Gemeinde Mundelsheim über eine Dauerpflegeeinrichtung. Es vereint stationäre Pflege- und Kurzzeitpflegeplätze unter einem Dach. Hinzu kommen betreute Seniorenwohnungen.

#### Helfer vor Ort
Die Freiwillige Feuerwehr Mundelsheim ist seit Mai 2016 Träger einer als First Responder oder Helfer vor Ort bezeichneten medizinischen Notfalleinheit. Deren Aufgabe besteht in der schnellstmöglichen Versorgung von Notfallpatienten vor Eintreffen des Rettungsdienstes.

#### Kirchliche Einrichtungen
Die evangelische Nikolauskirche befindet sich in der Schulgasse, ebenso das Pfarramt. Als Gemeindezentrum dient das CVJM-Haus in der Kappelstraße. Die evangelische Kilianskirche befindet sich auf dem Friedhof an der Ecke Kirchhofgasse/Kilianstraße.
Die katholische Kirche St. Wolfgang mit Gemeindezentrum befindet sich im Amselweg.
Die neuapostolische Kirche befindet sich im Fischerwert.

### Bildung
Die Georg-Hager-Schule war bis zum Ende des Schuljahres 2014/15 eine Grund- und Hauptschule mit Werkrealschule. Seit dem Wegfall der Haupt- und Werkrealschule ist die Georg-Hager-Schule eine Ganztagesgrundschule in Wahlform. Das bedeutet, dass die Eltern die Wahl haben, ihre Kinder am Ganztag anzumelden. Es besteht keine Pflicht zur Teilnahme. Weiterführende Schulen können z. B. in Besigheim, Freiberg oder Marbach besucht werden.

### Ver- und Entsorgung

#### Stromversorgung
1896 wurde ein kleines Elektrizitätswerk von der Schlossbrauerei Mundelsheim errichtet, die jedoch 1902 Konkurs ging. 1905 wurde in der Neckarmühle ein Wasserkraftwerk in Betrieb genommen. Die Anlagen wurden 1907 an die Stadt Stuttgart verkauft. Die Technischen Werke der Stadt Stuttgart waren bis 1985 Stromnetzbetreiber in Mundelsheim. Seitdem wird das Stromnetz von der Kawag betrieben, der heutigen Syna GmbH, einem Tochterunternehmen der Süwag Energie AG. Das Gewerbegebiet Ottmarsheimer Höhe wird von der EnBW Regional AG mit Strom versorgt.

#### Gasversorgung
Eine Gasversorgung besteht nur im Gewerbegebiet Ottmarsheimer Höhe, wo ein Erdgasnetz von der EnBW Regional AG bzw. den Vorgängerunternehmen Technische Werke der Stadt Stuttgart AG und Neckarwerke Stuttgart AG seit 1989 betrieben wird.

#### Wasserversorgung
Die Wasserversorgung Mundelsheims wurde früher über eigene Quellen sichergestellt. Wasserleitungen speisten die Dorfbrunnen wie beispielsweise den Rathausbrunnen. Eine zentrale Wasserversorgung wurde im Jahr 1896 errichtet. Bis 2004 erfolgte die Wassergewinnung ausschließlich aus eigenen Quellen und Brunnen. Seit dem Anschluss an die Bodensee-Wasserversorgung wird Mischwasser aus Eigenwasser und Bodenseewasser an die Bevölkerung abgegeben. Das Wohngebiet Schreyerhof bezieht sein Trinkwasser über das Hessigheimer Ortsnetz von der Besigheimer Wasserversorgungsgruppe. Das Gewerbegebiet Ottmarsheimer Höhe erhält von der Bodensee-Wasserversorgung sein Trinkwasser.

#### Abwasserbeseitigung
Die vorhandene mechanisch-biologische Kläranlage hat eine Kapazität von 8300 EGW. Es sind drei Regenüberlaufbecken (Bauhof, Rathaus, Neckarstraße) vorhanden. Das Wohngebiet Schreyerhof besitzt eine eigene Kläranlage mit einer Kapazität von 200 EGW. Das Gewerbegebiet Ottmarsheimer Höhe ist an die Kläranlage in Neckarwestheim angeschlossen. Sie hat eine Kapazität von 10.000 EGW.

#### Abfallentsorgung
Die Abfallentsorgung wird von der Abfallverwertungsgesellschaft des Landkreises Ludwigsburg mbH (AVL) übernommen. Die AVL erfüllt im Auftrag des Landkreises Ludwigsburg die Aufgaben zur Vermeidung, Verwertung und Beseitigung von Abfällen.

### Tourismus

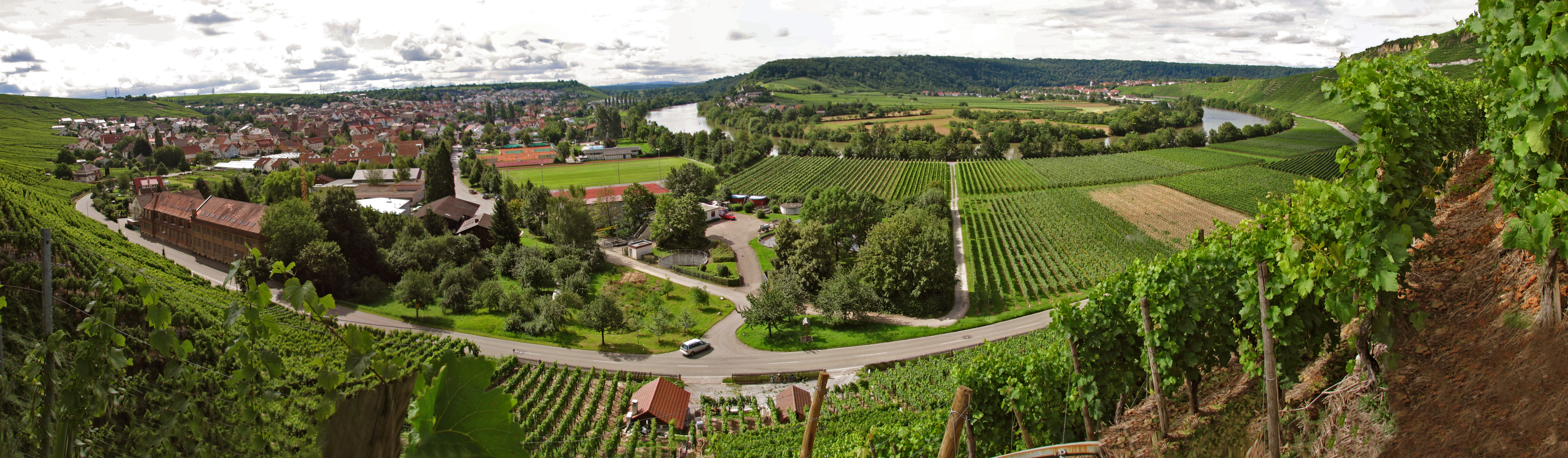
Neckarschleife bei Mundelsheim

In Mundelsheim befinden sich zahlreiche Wanderwege, darunter der Käsbergweg mit Aussicht auf die bekannte Neckarschleife sowie fünf Wein- und Obstwanderwege, sechs Waldwanderwege und ein Wasser-Wanderweg.
Mundelsheim liegt am Neckartal-Radweg, der von Villingen-Schwenningen über Horb, Tübingen, Stuttgart, Heilbronn und Heidelberg bis nach Mannheim rund 370 km entlang des Neckars führt.

## Trivia

### Geografische Breite
Die geografische Lage von Mundelsheim weist eine Besonderheit auf: Mitten durch die Gemeinde verläuft der 49. Breitengrad. Unter anderem die Städte Vancouver, Paris, Karlsruhe, Regensburg und Budweis liegen ebenfalls auf diesem Breitengrad. Zudem bildet er seit dem Jahr 1818 die Grenze zwischen der damaligen britischen Kolonie Kanada und den westlichen Territorien der Vereinigten Staaten von Amerika auf einer Länge von rund 2.100 Kilometern.

### Mundelsheim und die RAF
Die RAF-Terroristen Knut Folkerts und Günter Sonnenberg kauften am 6. April 1977, am Tag vor dem Attentat auf den Generalbundesanwalt Siegfried Buback, zwölf Flaschen Wein bei der Weingärtnergenossenschaft Mundelsheim.

## Persönlichkeiten
Folgende Persönlichkeiten stammen aus Mundelsheim, haben vor Ort gelebt oder gewirkt:
- Johann Wolff (* 1537; † 1600), Jurist, Diplomat, Übersetzer, Historiker und Theologe; Amtmann der Herrschaft Mundelsheim
- Viktor Friedrich Sandberger (* 1769; † 1837), württembergischer Verwaltungsbeamter und Oberamtmann; Stadt- und Amtsschreiber in Mundelsheim
- Hans Hopf (* 1942), analytischer Kinder- und Jugendlichenpsychotherapeut
- Karlheinz Groß (* 1943; † 2009), Maler, Grafiker und Buchautor
- Helmut M. Jahn (* 1949), Politiker, früher Landrat des Hohenlohekreises und Präsident des Landkreistags Baden-Württemberg
- Namosh (* 1981), Musiker, Sänger, Performance-Künstler, Schauspieler und DJ
- Sarna Röser (* 1987), Unternehmerin, Aufsichtsrätin, Beirätin und Business Angel; Bundesvorsitzende des Wirtschaftsverbands Die jungen Unternehmer
- André Link (* 1994), Sportschütze in der Disziplin Kleinkalibergewehr (KK), Teilnehmer an den Olympischen Sommerspielen in Rio de Janeiro 2016